# 99824 Polnareff
99824 Polnareff este o planetă minoră (asteroid), cu un diametru de 2,553 km, din centura de asteroizi. A fost descoperită pe 29 iunie 2002 la Jura-Observatorium⁠(d) de Michel Ory⁠(d) și a fost numită după Michel Polnareff⁠(d). 
Obiectul prezintă o orbită caracterizată de o semiaxă mare de 2,7665886686836 UAi, o excentricitate de 0,05, o înclinație de 11,8 ° în raport cu ecliptica.